# E008号線
E008号線 (E008ごうせん、英: European route E008) はタジキスタンにあり、ドゥシャンベ – クリャーブ – Kalaikhumb – ホログ – ムルガブ – Kulma – 中国国境を結ぶ、欧州自動車道路のBクラス幹線道路。

## 経路
- タジキスタン
  - ドゥシャンベ, クリャーブ, Kalaikhumb, ホログ, ムルガブ, Kulma